# Bones Ledge Beach
Bones Ledge Beach – plaża (beach) w kanadyjskiej prowincji Nowa Szkocja, w hrabstwie Guysborough, na zachód od przylądka Berry Head (45°11′14″N, 61°20′37″W); nazwa urzędowo zatwierdzona 1 czerwca 1976.